# Cimetière de Hakapelto
Le cimetière de Hakapelto (en finnois : Hakapellon hautausmaa) est situé à Naantali en Finlande.

## Présentation
Le cimetière de Hakapelto et sa chapelle situés à Soininen sont achevés en 1984. 
Ils appartiennent à l'association paroissiale de Naantali. 
Le cimetière a une superficie de près de 15 hectares. 
Aujourd'hui, la plupart des personnes enterrées à Naantali sont placées à Hakapelto, après que le cimetière de l'église de Naantali soit devenu trop exigü. 
La chapelle de Hakapelto a été conçue par Reino Lukander.